# Tricastin
Tricastin je oblast ve Francii, ležící na řece Rhôně na hranici metropolitních regionů Auvergne-Rhône-Alpes a Provence-Alpes-Côte d'Azur. Největším městem je Saint-Paul-Trois-Châteaux (ve starověku Augusta Tricastinorum), historicky významnými sídly jsou také Pierrelatte a Bollène. Nadmořská výška se pohybuje mezi 50 a 450 metry.
Region je pojmenován podle původních obyvatel z ligurského kmene Tricastini, i když lidová etymologie odvozuje název z latinského tricastinorum („ve třech hradech“). Díky vápencovým skalám je známý také jako „země bílého kamení“ (pays de la pierre blanche).
Tricastin má středozemní podnebí, je proslulý vinařstvím (ochranná známka Coteaux du Tricastin) a sběrem lanýžů. V roce 1980 zde byla uvedena do provozu Jaderná elektrárna Tricastin. Výrobě energie slouží také přehrada Donzère-Mondragon. Územím prochází dálnice A7. Vyhledávanou turistickou atrakcí je renesanční zámek v Grignanu.